# Вибори до Івано-Франківської обласної ради 2002
Вибори до Івано-Франківської обласної ради 2002 — чергові місцеві вибори до Івано-Франківської обласної ради, що відбулися 31 березня 2002 року. Були останніми, де політичні партії прагнули здобути представництво в раді без застосування пропорційного принципу. 

## Результати виборів
| Розподіл голосів       | Розподіл голосів       | Розподіл голосів | Розподіл голосів | Розподіл голосів |
| ---------------------- | ---------------------- | ---------------- | ---------------- | ---------------- |
|                        |                        |                  |                  |                  |
| КУН (13)               | КУН (13)               |                  | 13.83%           | 13.83%           |
| РУХ (10)               | РУХ (10)               |                  | 10.64%           | 10.64%           |
| НПУ (7)                | НПУ (7)                |                  | 7.45%            | 7.45%            |
| Інші (сім партій) (14) | Інші (сім партій) (14) |                  | 14.89%           | 14.89%           |
| Позапартійні (44)      | Позапартійні (44)      |                  | 46.81%           | 46.81%           |
| Загалом (114)          | Загалом (114)          |                  | 95.00%           | 95.00%           |

Примітка: в дужках зазначено кількість отриманих партією мандатів